# 5018 Темму
5018 Те́мму (5018 Tenmu) — астероїд головного поясу, відкритий 19 лютого 1977 року.
Тіссеранів параметр щодо Юпітера — 3,694.
Названо на честь імператора Темму (яп. てんむ(天武) темму).